# Covasna, Iași
Covasna este un sat în comuna Costuleni din județul Iași, Moldova, România.

## Monumente istorice
- Situl arheologic de la Covasna, punct „Curmătura” („În Cier”); Cod LMI: IS-I-s-B-03566
  - Așezare (sec. XVII - XVIII, Epoca medievală); Cod LMI: IS-I-m-B-03566.01
  - Așezare (sec. VIII-X, Epoca medieval timpurie, cultura Dridu); Cod LMI: IS-I-m-B-03566.02
  - Așezare (sec. II - III p. Chr., Epoca romană); Cod LMI: IS-I-m-B-03566.03
  - Așezare (Hallstatt); Cod LMI: IS-I-m-B-03566.04
  - Așezare (sec. IV - II a. Chr., Latène); Cod LMI: IS-I-m-B-03566.05
- Biserica de lemn „Sf. Nicolae” (1739); Cod LMI: IS-II-m-B-04137